# Toblach
Toblach (italsky Dobbiaco) je obec v Jižním Tyrolsku v Itálii. Nachází se v Pustertalu na rozhraní Dolomit a pohoří Rieserferner v nadmořské výšce 1256 m n. m. (centrum obce).

## Historie
První písemná zmínka pochází z roku 827.

## Politika

### Starostové
Starostové od roku 1948:
- Johann Baur: 1948–1956
- Josef Pircher: 1956–1964
- Anton Mair: 1964–1969
- Jakob Ranalter: 1969–1980
- Heinrich Stauder: 1980–1990
- Bernhard Mair: 1990–2010
- Guido Bocher: 2010–2020
- Martin Rienzner: seit 2020[1]

## Zajímavosti
- poblíž Toblachu probíhá Alpský val – systém stálých opevnění vybudovaných v Itálii v letech 1930–1942, který patří mezi nejrozsáhlejší pevnostní systémy 20. století
- v Toblachu střídavě žije norský biatlonista Ole Einar Bjørndalen
- konají se zde závody Tour de Ski